# Aboncourt-Gesincourt
Aboncourt-Gesincourt è un comune francese di 254 abitanti situato nel dipartimento dell'Alta Saona nella regione della Borgogna-Franca Contea.

## Società

### Evoluzione demografica
Abitanti censiti